# Idiocerus juniperi
Idiocerus juniperi är en insektsart som beskrevs av Mitjaev 1967. Idiocerus juniperi ingår i släktet Idiocerus och familjen dvärgstritar. Inga underarter finns listade i Catalogue of Life.